# Giovanni Battista Re
Giovanni Battista Re (Borno, 1934. január 30. –) római katolikus olasz püspök, bíboros, a Bíborosi Kollégium dékánja, a Püspöki Kongregáció nyugalmazott prefektusa. 2013-ban ő elnökölt a Ferenc pápát megválasztó konklávén.
Giovanni Battista Re 1934. január 30-án született a lombardiai Borno községben. Tanulmányait a bresciai szemináriumban végezte, felszentelése után ugyanott tanított. Pappá szentelésére 1957. március 3-án került sor. Előbb kánon jogi doktorátust szerzett a római Gregoriana Pápai Egyetemen, majd 1961-től a Pápai Egyházi Akadémián folytatta tanulmányait. Ennek elvégzése után a Szentszék diplomáciai szolgálatába lépett. Előbb Panamán majd Iránban szolgált. Ezt követően Rómába, a Pápai Államtitkárságra helyezték, ahol az Általános Részleg vezetőjének, Giovanni Belli érseknek személyi titkára lett. 1987-ig szolgált az Államtitkárságon, ekkor a Püspöki Kongregáció titkárának nevezte ki II. János Pál pápa. E hivatal mellé a Forum Novum-i címzetes püspökséget is megkapta. Püspökké szentelését személyesen a pápa végezte 1987. november 7-én. 1989-ben újra az Államtitkárságra került: ekkora ő maga lett az Általános Részleg vezetője. E pozíciót 11 éven át töltötte be. 2000. szeptember 16-án János Pál pápa a Püspöki Kongregáció prefektusává és Pápai Latin-amerikai Bizottság elnökévé nevezte ki. 2010. június 30-ával előrehaladott korára tekintettel mindkét posztjáról lemondott.
2001. február 21-én a pápa bíborossá kreálta mint püspök bíborost. Suburbicarius címe a Sabina-Poggio Mirtetó-i szuburbikárius egyházmegye. Választó bíborosként részt vett a 2005-ös és a 2013-as konklávén. Utóbbi, mint a senior püspöki rendű bíboros, az ő elnökletével zajlott. 2017-ben a püspök bíborosok testülete Ret választotta meg a Bíborosi Kollégium aldékánjává. Három évvel később, Angelo Sodano lemondása után a pedig dékánná. E döntést Ferenc pápa 2020. január 24-én hagyta jóvá. Ezzel az Ostiai szuburbikárius egyházmegye címét is ő viseli. 2023. január 5-én XVI. Benedek temetési miséjét Ferenc pápa celebrálta, ő mondta a prédikációt, de az oltár előtti teendőket Giovanni Battista Re látta el, illetve ő szentelte be a nyugalmazott Szentatya koporsóját is.
1999-ben elnyerte a Magyar Érdemrend parancsnoki keresztje a csillaggal kitüntetést.